# Wolfgang Strödter
Wolfgang Strödter, född den 5 april 1948 i Bad Homburg vor der Höhe, Tyskland, död 4 juni 2021, var en västtysk landhockeyspelare.
Han tog OS-guld i herrarnas landhockeyturnering i samband med de olympiska sommarspelen 1972 i München.